# Wetware
Wetware es un tecnicismo obtenido de la idea relacionada con la computación del hardware o el software, pero aplicada a formas de vida biológicas. El prefijo "wet" es una referencia al agua encontrada en criaturas vivientes. Wetware es usado para describir elementos equivalentes al hardware y software encontrados en una persona, refiriéndose al Sistema Nervioso Central y a la mente humana. El término wetware se usa tanto en trabajos de ficción como en publicaciones académicas.
El componente "hardware" del wetware se encarga de las propiedades bioeléctricas y bioquímicas del Sistema Nervioso Central, específicamente del cerebro. Si la secuencia de impulsos viajando a través de varias neuronas se piensan simbólicamente como software, entonces las neuronas físicas serían el hardware. La interacción amalgamada de este software y hardware se manifiesta a través de conexiones físicas continuas cambiantes y químicas, e influencias eléctricas que se esparcen por todo el cuerpo. El proceso en el cual la mente y el cerebro interactúan para producir el conjunto de experiencias que definimos como autoconciencia siguen siendo una interrogante.

## Origen
Aunque su definición exacta ha cambiado con el tiempo, el término Wetware y su referencia fundamental a "la mente física" ha estado presente desde a mediados de 1950. Mayormente usado relativamente en artículos y papeles oscuros, no fue hasta el apogeo del cyberpunk, que el término encontró amplia adopción. Entre estos primero usos del término en la cultura popular se encontraba la novela de 1987 Vacuum Flowers por Michael Swanwick, como también varios libros de la mando de Rudy Rucker, uno de los cuales tituló "Wetware". "...todos los destellos, gustos y enredos, todo son patrones de estímulo/respuesta - todo el softweare bio-cibernético de la mente." Rucker no utilizó la palabra para simplemente referirse al cerebro, ni en el sentido de recursos-humanos de los empleados. Él usaba wetware para referirse a los datos encontrados en cualquier sistema biológico, análogo, quizás al firmware que es encontrado en un chip ROM. En el sentido de Rucker, una semilla, un injerto de planta, un embrión, o un virus biológico, todos eran wetware. El ADN, el sistema inmunológico, y la arquitectura neuronal evolucionada del cerebro, son más ejemplos de wetware en este sentido. Rucker describe su concepción de en un compendio de 1992 "The Mondo 21000 User's Guide to the New Edge", el cual cita en una entrada de blog del 2007. También, a principios del cyber-guro Arthur Kroker usa el término en su 'RU wetware?', un texto en su página web "ctheory" en 1993.
Con el término consiguiendo tracción en publicaciones que marcaron tendencias, se convirtió en una palabra de moda en la década de 1990. En 1991, el teórico de medios holandés Geert Lovink organizó la 'Convención Wetware' en Ámsterdam, los Países Bajos, el cual se suponía que iba a ser un antídoto a los experimentos "fuera del cuerpo" llevados a cabo en laboratorios de alta tecnología, tales como experimentos en Realidad Virtual.
Timothy Leary, en un apéndice de Info-Psicología; originalmente escrito en 1975-76 y publicado en 1989, utilizó el término "wetware", escribiendo que "neurotransmisores psicodélicos eran la nueva tecnología de moda para el arranque en marcha del 'wetware' del cerebro". Otra referencia común es el dicho " Wetware tiene 7 más o menos 2 registros temporales". La alusión numérica es un clásico artículo de 1957 por George A. Miller, el mágico número 7 más o menos dos: algunos límites en nuestra capacidad para procesar la información, publicado en Psychological Review en marzo de 1956, Volumen 63, Número 2, páginas 81-97.